# Regeringsformatie België 1937
Na de val van de regering-Van Zeeland II op 25 oktober 1937 ging de formatie van een nieuwe Belgische regering van start. De formatie duurde 30 dagen en leidde tot de vorming van de regering-Janson.

## Verloop van de formatie

### Aanloop naar de formatie

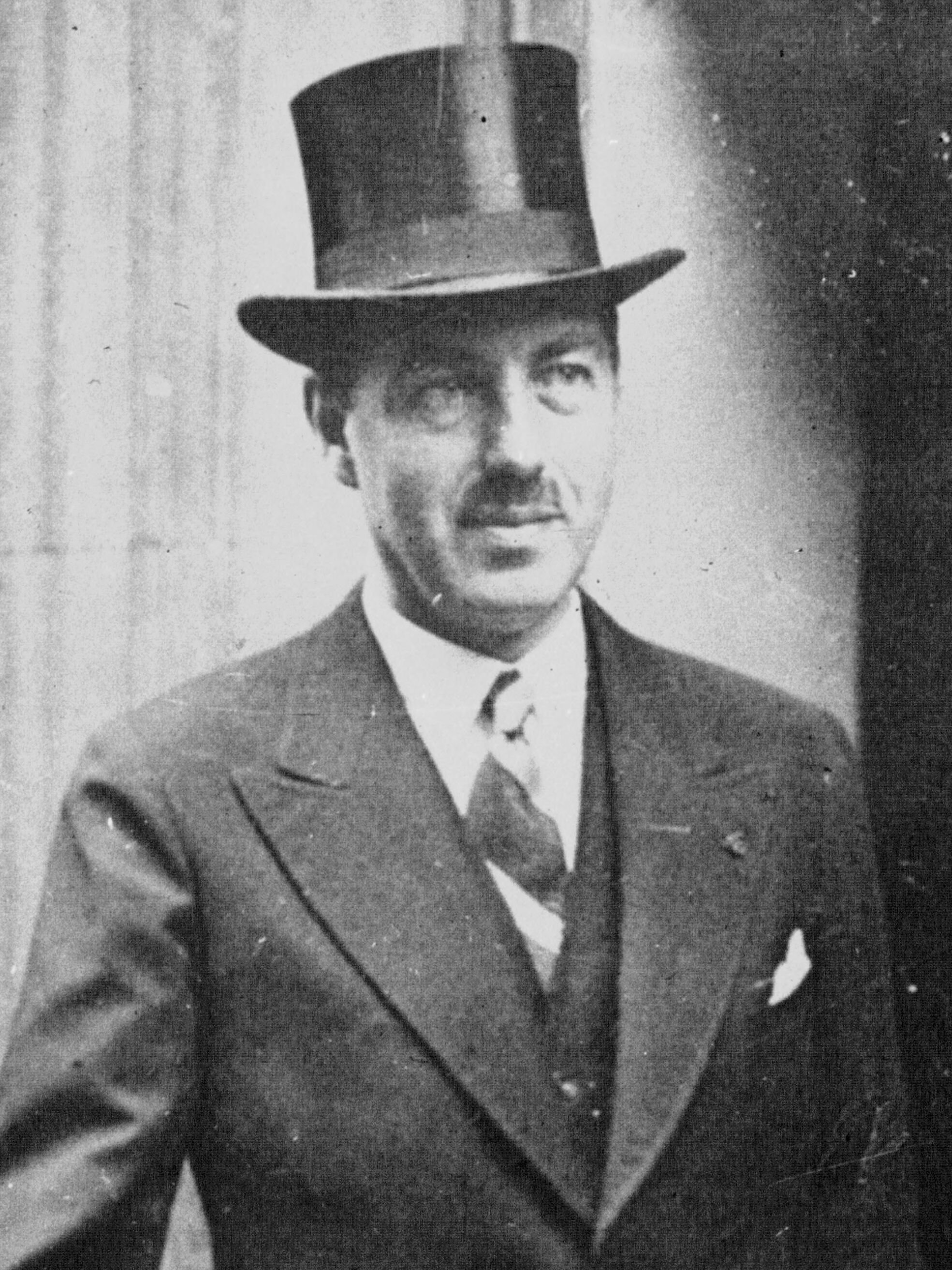
Paul van Zeeland.

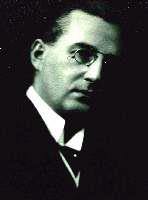
Gustaaf Sap.

In maart 1937 beschuldigde het katholieke Kamerlid en gewezen minister van Financiën Gustaaf Sap premier Paul van Zeeland (katholiek) ervan niet officieel ontslag te hebben genomen als vicegouverneur van de Nationale Bank toen hij in maart 1935 premier werd en zijn bezoldiging als vicegouverneur was blijven ontvangen. De premier slaagde erin om op een overtuigende manier de beschuldigingen te weerleggen en beweerde dat hij tijdens zijn premierschap geen bezoldigingen meer had ontvangen van de Nationale Bank. De regering-van Zeeland II (bestaande uit de Katholiek Blok, de socialistische BWP-POB en de Liberale Partij) behield hierdoor het vertrouwen van het parlement.
Enkele maanden later, in juni 1937, bracht Sap aan het licht dat er financiële malversaties waren gebeurd bij de Nationale Bank. Hij onthulde dat hoge ambtenaren van de Nationale Bank naast hun salarissen behoorlijke tegemoetkomingen ontvingen uit een zwarte kas. Van Zeeland ontkende dat hij sinds zijn aanstelling als premier geld uit de zwarte kas had ontvangen, maar moest uiteindelijk toegeven dat hij 330.000 frank uit die zwarte kas had ontvangen, wat in tegenstrijd was met wat van Zeeland tijdens zijn repliek op de interpellatie van Sap had verklaard. Toch behield hij het vertrouwen van het parlement. Nadat bleek dat er ook in het beheer van de Nationale Bank onregelmatigheden werden aangetroffen, werd een gerechtelijk onderzoek onvermijdelijk. Op 19 oktober voerde het parket van Brussel in het kader van een fraudeonderzoek huiszoekingen op de hoofdzetel van de Nationale Bank, waardoor de positie van van Zeeland als premier onhoudbaar werd, ook al werd hij niet persoonlijk geviseerd in het onderzoek. Op 25 oktober 1937 bood hij aan koning Leopold III het ontslag van de regering aan.
De koning aanvaardde het ontslag en belastte de regering met de afhandeling van de lopende zaken. De volgende dag vatte het staatshoofd de raadplegingen met het oog op de vorming van de nieuwe regering aan en ontving hij Kamervoorzitter Camille Huysmans, Senaatsvoorzitter Romain Moyersoen en ministers van Staat Paul Hymans (liberaal), Cyrille Van Overbergh (katholiek) en Adolphe Max (liberaal), Paul De Mont, voorzitter van de Senaatsfractie van de fascistische partij Rex, Frans Fischer, voorzitter van de socialistische Kamerfractie, minister van Staat Albert Devèze (liberaal), voormalig eerste minister Charles de Broqueville (katholiek), voormalig minister Paul Tschoffen (katholiek), BWP-POB-voorzitter Emile Vandervelde en Alfons Verbist en Giovanni Hoyois, voorzitters van het Katholiek Blok. De volgende dag kwamen Hendrik Borginon, voorzitter van de Kamerfractie van het Vlaams-nationalistische VNV, en minister van Staat Paul-Emile Janson (liberaal) op audiëntie, op 28 oktober gevolgd door gewezen minister Gustaaf Sap (katholiek), Henri Carton de Wiart, voorzitter van de katholieke Kamerfractie, de liberale partijvoorzitter Emile Coulonvaux en Charles d'Aspremont Lynden, voorzitter van de Federatie van Katholieke Kringen en Conservatieve Verenigingen, de conservatieve vleugel van het Katholiek Blok.

### Formateur Hendrik de Man (28 oktober - 30 oktober 1937)

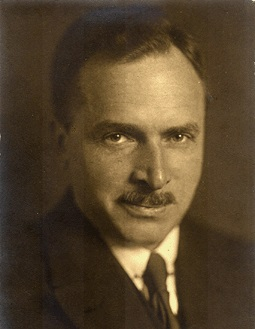
Hendrik de Man.

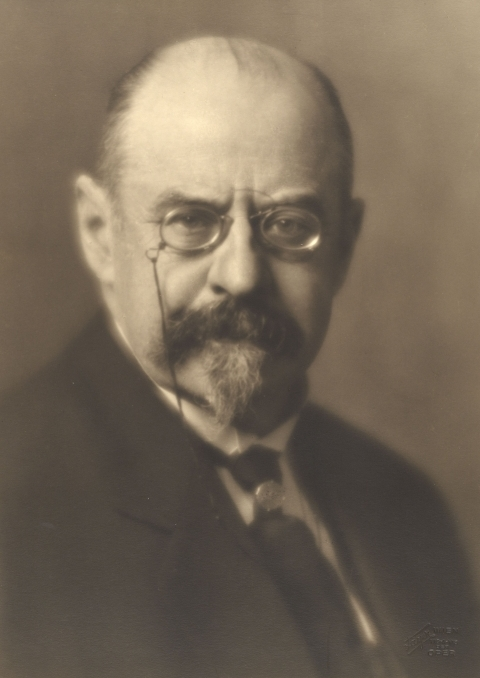
Emile Vandervelde.

Dezelfde dag nog werd BWP-POB-voorzitter Emile Vandervelde door de koning aangezocht om een regering te vormen, aangezien hij de leider van de grootste partij in het parlement was. Vandervelde weigerde echter, naar eigen zeggen omdat hij door zijn opvattingen over het buitenlands beleid (hij was een tegenstander van de neutraliteitspolitiek van de regering) niet de geschikte persoon was om een oplossing voor de politieke crisis mogelijk te maken. Vervolgens werd de socialistische minister van Financiën Hendrik de Man belast met de opdracht van formateur. De Man startte zijn formatieopdracht met een reeks consultaties met socialistische, katholieke en liberale politici. Ondertussen stelde de liberale partijraad op 29 oktober een veto tegen een mogelijk premierschap voor Hendrik de Man. Op 30 oktober 1937 kwamen de katholieke fracties in Kamer en Senaat overeen om geen veto te stellen tegen een hernieuwde regering van nationale eenheid onder leiding van een socialist, op voorwaarde dat het beleid van de regering-van Zeeland II werd voortgezet en de partij meer invloed kreeg in de regering door rekening te houden met volgende waarborgen: een begroting in evenwicht, een schoolvrede door de vrijheid van onderwijs te garanderen, behoud van de neutraliteitspolitiek in het buitenlands beleid en een uitbreiding van de sociale wetgeving. Omdat de liberalen bleven vasthouden aan hun veto tegen de Man en de formateur geen katholiek-socialistische regering wenste te vormen, diende hij dezelfde dag nog zijn ontslag in bij de koning.

### Formateur Hubert Pierlot (31 oktober - 4 november 1937)

Hubert Pierlot.

Op 31 oktober werd Cyrille Van Overbergh, de voorzitter van de katholieke Senaatsfractie, de rol van formateur aangeboden. Hij aanvaardde de opdracht niet om gezondheidsredenen. Vervolgens werd minister van Landbouw Hubert Pierlot (katholiek) het veld ingestuurd om een regering te vormen. Ook Pierlot wenste een hernieuwde regering  van nationale eenheid van socialisten, katholieken en liberalen op de been te brengen. Hij begon zijn formatie-opdracht met een consultatieronde om na te gaan wat zijn slaagkansen waren om een oplossing te vinden voor de politieke crisis. Op 1 november maakten de liberale onderhandelaars Emile Coulonvaux, Adolphe Max en Octave Dierckx duidelijk dat ze geen bezwaren hadden tegen een regering onder leiding van Pierlot, terwijl de socialisten voorbehoud maakten en eerst meer klaarheid wilden over het programma dat Pierlot wilde uitvoeren, dat van de partijraad van de BWP-POB in de lijn moest zijn van het programma van de regering-Van Zeeland II. Dezelfde dag nog informeerde Pierlot een socialistische delegatie bestaande uit voorzitter Emile Vandervelde en Kamerleden Max Buset en Achiel Van Acker over het programma dat hij voor ogen had. Op 2 november gaf het partijbureau van de BWP zijn toestemming voor verdere besprekingen met Pierlot, waarna de socialisten aan Pierlot hun eisen voor het sociaal programma van de regering voorlegden (onder andere een minimumpensioen van 6.000 frank vanaf 60 jaar, een verplichte werkloosheidsverzekering met een belangrijk deel van de bijdragen ten laste van de werkgevers). Hiervan werden de katholieken en liberalen op 3 november op de hoogte gesteld, die de eisen met weinig enthousiasme onthaalden. Dezelfde dag boog het partijbureau van de socialisten zich over de vraag of de partij medewerking wilde verlenen aan een regering-Pierlot. Omdat het partijbureau hiermee slechts met een nipte meerderheid akkoord ging, besloten de socialisten zich terug te trekken uit de besprekingen met Pierlot. Hiermee was zijn formatie-opdracht mislukt, waarna hij op 4 november van zijn opdracht werd ontheven.

### Formateur Paul-Henri Spaak (6 november - 10 november 1937)

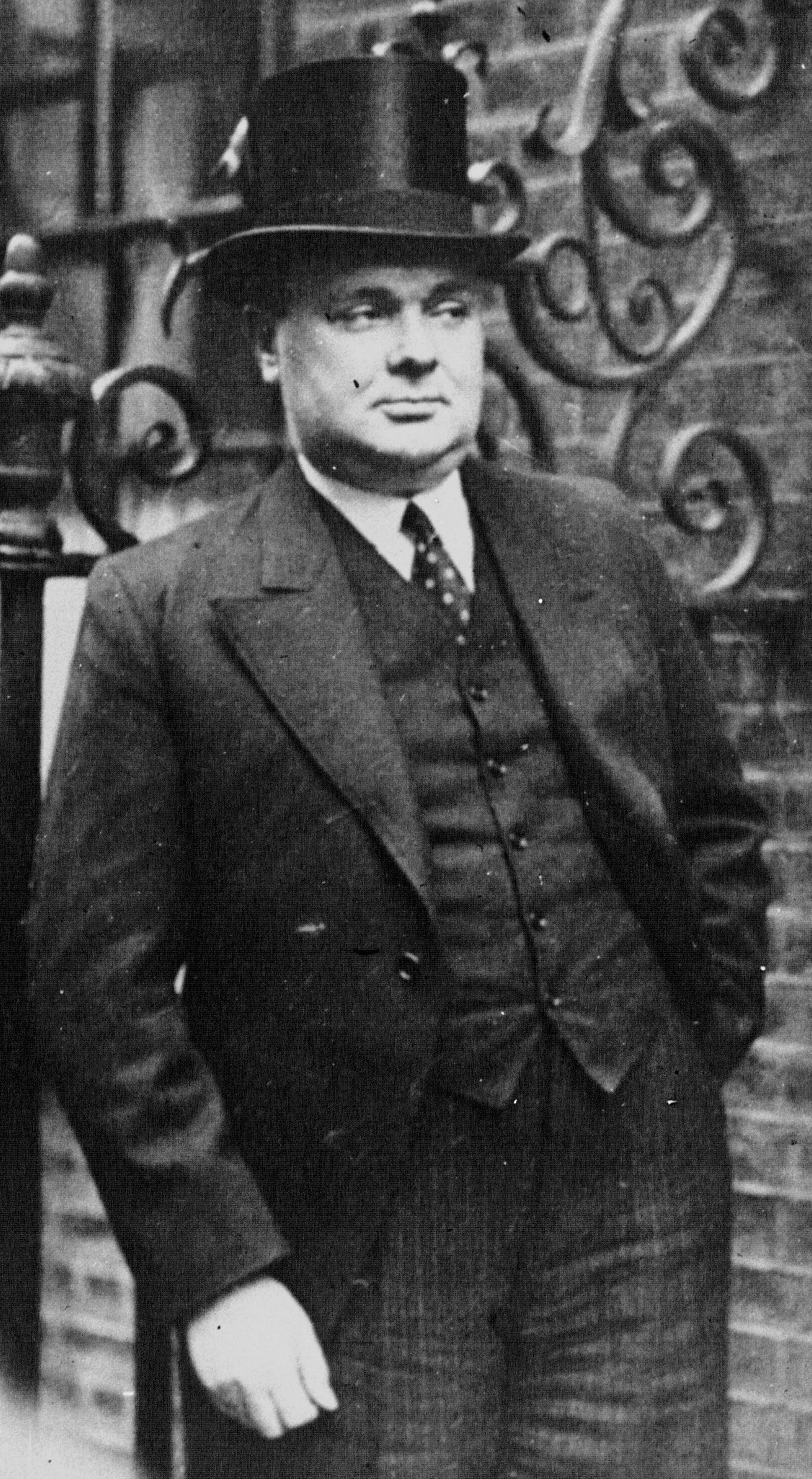
Paul-Henri Spaak.

Dezelfde dag werd minister van Buitenlandse Zaken Paul-Henri Spaak (POB) door de koning verzocht om een regering te vormen, maar hij hield zijn antwoord in beraad. Eerst wilde hij een consultatieronde voeren met de socialisten, katholieken en liberalen alvorens hij definitief antwoord zou geven. Nadat zijn consultatieronde gunstig was verlopen, aanvaardde Spaak op 6 november 1937 zijn formateursopdracht. Dezelfde dag onderhandelde hij met de drie traditionele partijen over de verdeling van de ministerportefeuilles in de volgende regering. Spaak wilde de socialisten zes ministerposten geven (inclusief het premierschap), de katholieken zouden vijf ministers krijgen en de liberalen mochten hun drie ministers behouden. Ook de onafhankelijke minister van Landsverdediging Henri Denis, die aan de liberalen werd gelieerd, zou op post blijven. De katholieken waren het daar niet mee eens en eisten evenveel ministerposten als de socialisten, terwijl de liberalen wel tevreden waren.
Op 7 november werkte Spaak een nieuw plan uit over de verdeling van de portefeuilles. De liberalen uitten de dag nadien hun ongenoegen over de verdeling van de bevoegdheden binnen de regering: ze vonden het niet kunnen dat een katholiek minister van Middenstand zou worden. Bij de katholieken bleek er verzet te bestaan tegen een socialistische minister van Binnenlandse Zaken. Dezelfde dag kwam Spaak met de katholieke en liberale onderhandelaars overeen om geen minister van Middenstand aan te stellen en de ministerpost Binnenlandse Zaken aan de liberalen te geven. De volgende dag ontstond er ongenoegen binnen het Katholiek Blok (vooral bij de conservatieve vleugel) over de verdeling van de bevoegdheden in de regering, die de katholieken te weinig invloed in de regering zouden geven. Hierdoor besloten de aangezochte ministers Hubert Pierlot en Charles du Bus de Warnaffe uit de regering te blijven. Ook binnen de Liberale Partij was er ongenoegen over het feit dat hun drie ministers in de regering allemaal vervangen zou worden, een voorwaarde die de socialist Hendrik de Man had gesteld om in de regering te treden. Hierop besloten de liberalen het aanblijven van ministens een van hun zittende ministers te eisen, waardoor de aangezochte ministers Octave Dierckx, Emile Jennissen en Arthur Vanderpoorten zich ook terugtrokken. Ondanks alle moeilijkheden bleef Spaak op verzoek van de koning wel aan als formateur. Nadat verschillende liberale en katholieke politici een ministerpost hadden geweigerd, gooide Spaak op 10 november 1937 de handdoek in de ring en werd hij van zijn formateursopdracht ontheven.

### Informateur Paul-Emile Janson (11 november - 19 november 1937)

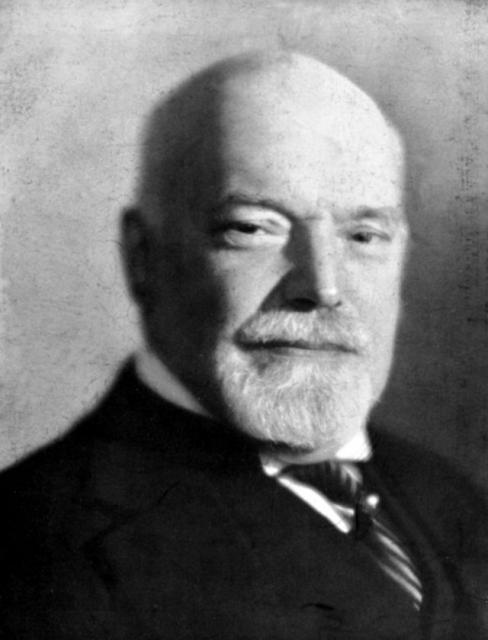
Paul-Emile Janson.

Naar aanleiding van zijn aanstaande staatsbezoek naar het Verenigd Koninkrijk besloot de koning de politieke onderhandelingen te laten stilleggen tot 19 november. In afwachting daarvan gaf Leopold III aan ontslagnemend premier van Zeeland de opdracht om verder de lopende zaken af te handelen, terwijl minister van Staat en gewezen minister van  Justitie Paul-Emile Janson (liberaal) werd aangesteld tot informateur om weer rust te brengen in de politieke crisis. Hij diende tegen 19 november alle gegevens te verzamelen die nuttige aanwijzingen konden bevatten inzake het programma en de samenstelling van de nieuwe regering. Janson raadpleegde hiertoe verschillende socialistische, katholieke en liberale politici. Op  18 november had Janson zijn consultaties afgerond, waarna hij naar Londen afreisde om verslag uit te brengen bij de koning. De dag daarna reisde Janson samen met Leopold III terug naar België. Hiermee was zijn informatie-opdracht afgelopen.

### Formateur Paul-Emile Janson (19 november - 20 november 1937 en 23 november - 24 november 1937)
Vervolgens werd Janson belast met de opdracht van formateur. Dezelfde dag verklaarden de socialisten zich bereid om in een nieuwe drieledige regering te stappen die geleid zou worden door Janson, op voorwaarde dat de sociale hervormingen uit het programma van de regering-Van Zeeland II werden overgenomen en er geen exclusieven werden uitgesproken tegen  socialistische politici. Op 20 november wilde Janson zijn aangezochte ministers samenbrengen om het programma van de regering op te maken, maar die vergadering werd afgelast nadat er bij de socialisten en katholieken ongenoegen was ontstaan over de mogelijke aanstelling van oud-premier Henri Jaspar (katholieken) tot minister van Justitie. Jaspar had zich door zijn deflatiepolitiek als minister van Financiën impopulair gemaakt bij de socialistische achterban en had steeds de politiek van de regeringen-van Zeeland bestreden, waardoor hij niet geschikt werd geacht om deel uit te maken van een regering die het beleid van die regeringen zou voortzetten. Omdat Janson Jaspar per se in de regering wilde, besloot Janson dezelfde dag nog ontslag te nemen als formateur.
Op 22 november riep koning Leopold III vertegenwoordigers van de drie partijen (namens de socialisten minister Hendrik de Man en Kamerlid Max Buset, namens de katholieken minister Hubert Pierlot en Senaatsfractieleider Cyrille Van Overbergh en namens de liberalen minister van Staat Albert Devèze en Kamerfractieleider Adolphe Max) om hen onder druk te zetten om zo snel mogelijk een oplossing voor de politieke crisis te vinden. De dag daarna weigerden zowel oud-minister Paul Tschoffen (katholiek) als gewezen Kamervoorzitter Emile Brunet (POB) een formateursopdracht, waarna Paul-Emile Janson door de koning werd aangezocht om zijn  taken als formateur te hernemen. Janson ging akkoord en hervatte meteen de onderhandelingen over de samenstelling van de regering. Nadat Henri Jaspar zich had teruggetrokken als kandidaat-minister, bereikte de formateur in de ochtend van 24 november een akkoord over de verdeling van de ministerportefeuilles in de regering-Janson. De regering-Janson telde net als de regering-van Zeeland II 15 ministers. Katholieken Paul van Zeeland en August de Schryver en liberalen Victor Maistriau en Marcel-Henri Jaspar verdwenen uit de regering en in hun plaats kwamen voor de katholieken Charles du Bus de Warnaffe en Hendrik Marck en voor de liberalen Paul-Emile Janson en Octave Dierckx. Dezelfde dag nog legden de ministers de eed af. Op 30 november werd in het parlement de regeerverklaring voorgelezen, in het Frans door premier Paul-Emile Janson en in het Nederlands door minister van Financiën Hendrik de Man. Op 2 december 1937 gaf de Kamer haar vertrouwen aan de regering, op 9 december deed de Senaat hetzelfde.
1919 · 1920 · 1921 · 1923 · 1924 · 1925 · 1926 · 1927 · 1929 · 1931 · mei 1932 · okt. 1932 · dec. 1932 · jun. 1934 · nov. 1934 · 1935 · 1936 · 1937 · 1938 ·  feb. 1939 · apr. 1939 · 1940 · 1944 · 1945 · feb-mrt 1946 · jul-aug 1946 · 1947 · 1948 · 1949 · jun 1950 · aug 1950 · 1952 · 1954 · jun. 1958 · nov. 1958 · 1961 · 1965 · 1966 · 1968 · 1971/72  · 1972/73 · 1974 · 1977 · 1978 · 1978/79 · apr.-mei 1980 · okt. 1980 · apr. 1981 · nov.-dec. 1981 · 1985 · oktober 1987 · 1987/88 · 1991/92 · 1995 · 1999 · 2003 · 2007 · 2008 · 2010/11 · 2014 · 2019/20 · 2024/25